# Розсоша (зупинний пункт)
Розсоша — пасажирський залізничний зупинний пункт Жмеринської дирекції Південно-Західної залізниці на одноколійній неелектрифікованій лінії Гречани — Ярмолинці  між роз'їздом Вовківці (1,9 км) та станцією Скібнево (1,8 км). Розташований в селі Розсоша Хмельницького району Хмельницької області.

## Пасажирське сполучення
На зупинному пункті Розсоша зупиняються приміські поїзди сполученням Хмельницький — Гречани — Ларга.